# Kronoby kyrkoby
Kronoby kyrkoby (finska: Kruunupyyn kirkonkylä) är en tätort och centralort i Kronoby kommun i landskapet Österbotten i Finland. Vid tätortsavgränsningen den 31 december 2021 hade Kronoby kyrkoby 1 749 invånare och omfattade en landareal av 8,73 kvadratkilometer.